# Хенсен, Айно
Айно Марьятта Хенсен (нем. Aino Marjatta Henssen; 1925—2011) — немецкая учёная-лихенолог.

## Биография
Айно Хенсен родилась 12 апреля 1925 года в городе Эльберфельд (ныне — часть Вупперталя) вторым ребёнком в семье немецкого нарратолога Готфрида Хенсена и его жены, финки Тойни Сарасте. Старший брат Айно погиб во время Второй мировой войны, младшая сестра не дожила до пятилетнего возраста. Начальное образование получала в Берлине, в 1944 году поступила во Фрайбургский университет. В 1946 году семья переселилась из Берлина в Марбург. В конце 1945 года Хенсен продолжила обучение в Марбургском университете, в 1953 году получила степень доктора философии. В диссертации она рассматривала физиологию зимовки ряски.
В 1954—1956 Айно Хенсен работала в Институте бактериологии в Берлине, занималась изучением актинобактерий. По приглашению финского бриолога Хейкки Ройвайнена ездила на экспедицию по Энонтекиё, где заинтересовалась лишайниками. Впоследствии Хенсен работала в Хельсинкском университете, Уппсальском университете, Торонтском университете, Гарвардском университете и Университете в Боулдере. В 1959—1961 работала в лаборатории Юхана Акселя Наннфельдта.
В 1963 году Хенсен была назначена куратором Марбургского гербария. В 1965 году прошла хабилитацию, с 1970 по 1990 была профессором криптогамической ботаники Марбургского университета.
В 1992 году Айно Хенсен была среди первых награждённых медалью Ахариуса.
Айно Марьятта Хенсен скончалась 29 августа 2011 года.
Гербарий Айно Хенссен, содержавший около 40 тысяч образцов, был передан Финскому музею естественной истории в Хельсинки. Библиотека учёной была оставлена Зенкенбергскому музею во Франкфурте.

## Некоторые научные публикации
- Henssen, A.M.; Jahns, H.-M. Lichenes, eine Einführung in die Flechtenkunde. — Stuttgart, 1974.

## Роды и виды, названные в честь А. Хенсен
- Ainoa Lumbsch & I.Schmitt, 2001
- Caloplaca hensseniana Kalb, 1990
- Diploschistes hensseniae Lumbsch & Elix, 1985
- Gyalidea hensseniae Hafellner, Poelt & Vezda, 1990
- Lecanora hensseniae Vänskä, 1986
- Nephroma hensseniae P.James & F.J.White, 1987
- Parmotrema hensseniae Krog, 1990
- Rhizocarpon hensseniae Brodo, 1990
- Rimularia hensseniae Hertel & Rambold, 1990
- Sticta ainoae D.J.Galloway & J.Pickering, 1990
- Stephanocyclos henssenianus Hertel, 1983
- Xanthoparmelia hensseniae O.Blanco, A.Crespo, Elix, D.Hawksw. & Lumbsch, 2004, nom. nov.